# Georgische presidentsverkiezingen 2008
De Georgische presidentsverkiezingen van 2008 vonden plaats op 5 januari 2008. Deze waren noodzakelijk geworden nadat president Micheil Saakasjvili in november 2007 ontslag nam en vervroegde verkiezingen uitschreef. Hij wilde op deze manier een nieuw mandaat krijgen nadat er grote publieke onvrede over zijn beleid was uitgebroken.
Saakasjvili kreeg het vertrouwen van de meerderheid van de kiezers, zij het minder overtuigend dan in de verkiezing van 2004. Saakasjvili werd op 20 januari 2008 ingehuldigd voor een tweede en laatste termijn als president van Georgië. In de tussenliggende periode was parlementsvoorzitter Nino Boerdzjanadze waarnemend staatshoofd.

## Achtergrond

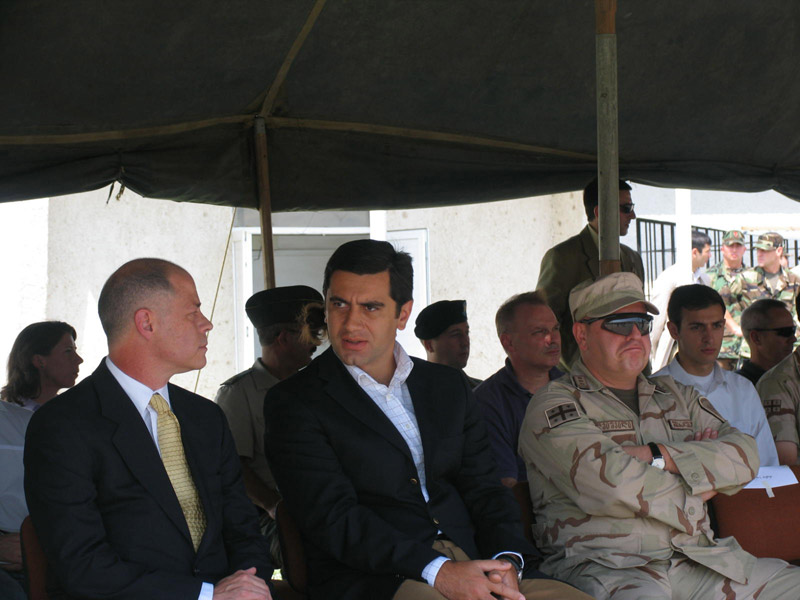
De arrestatie van voormalig defensieminister Irakli Okroeasjvili (m) leidde tot demonstraties en vervroegde verkiezingen.

In de herfst van 2007 nam de onvrede toe onder de bevolking en oppositie in Georgië over de regering van Saakasjvili. De druppel was de arrestatie op 27 september 2007 van voormalig defensieminister Irakli Okroeasjvili, kort nadat hij zijn partij Beweging voor Verenigd Georgië had gelanceerd in oppositie tegen de regering.

### Oppositie achter Okroeasjvili
Verschillende oppositiepartijen verenigden zich achter Okroeasjvili en protesteerden met tienduizend burgers tegen zijn arrestatie. In de eerste week van oktober kwam de verenigde oppositie met een gezamenlijk plan en eiste vervroegde parlementsverkiezingen. Deze waren door grondwetswijzigingen in 2006 van april naar oktober 2008 doorgeschoven, wat destijds al een doorn in het oog was van de oppositie.
Op 8 oktober 2007 werd Okroeasjvili op borgtocht vrijgelaten na een schuldbekentenis van grootschalige corruptie door afpersing en veronachtzaming van zijn ministerschap. Hij moest daarnaast uitspraken terugnemen waarin hij Saakasjvili ervan had beschuldigd opdracht te hebben gegeven tot moord op de zakenman Badri Patarkatsisjvili. De beschuldiging was onderdeel van een deal tussen Okroeasjvili en Patarkatsisjvili. Drie dagen na zijn vrijlating liet Okroeasjvili weten zich uit de politiek terug te trekken. Kort daarna vertrok hij naar het buitenland. De oppositie kondigde protesten aan om vervroegde parlementsverkiezingen te eisen.
Op 17 oktober presenteerden tien oppositiepartijen een gezamenlijk 12-puntenplan. Dit plan bevatte niet alleen een visie op de geëiste verkiezingen, maar ook over de verdeling van macht, de rechterlijke macht, territoriale integriteit, lokaal zelfbestuur, vrije media, eigendomsrechten, bedrijfsleven, sociaal beleid, nationale waarden en buitenlands beleid. Ook legden ze de nadruk op het "uitroeien van politiek geweld" en beloofden ze de dood van voormalig premier Zoerab Zjvania en anderen opnieuw te onderzoeken. In aanloop naar de aangekondigde demonstratie op 2 november werden in andere delen van het land demonstraties gehouden, die gepaard gingen met intimidatie en geweld door groepen tegen de demonstranten. De oppositie probeerde het parlement ertoe te bewegen de kieswet aan te passen voor vervroegde verkiezingen. Zakenman Patarkatsisjvili zegde toe de demonstraties te financieren.

### Demonstraties in november 2007

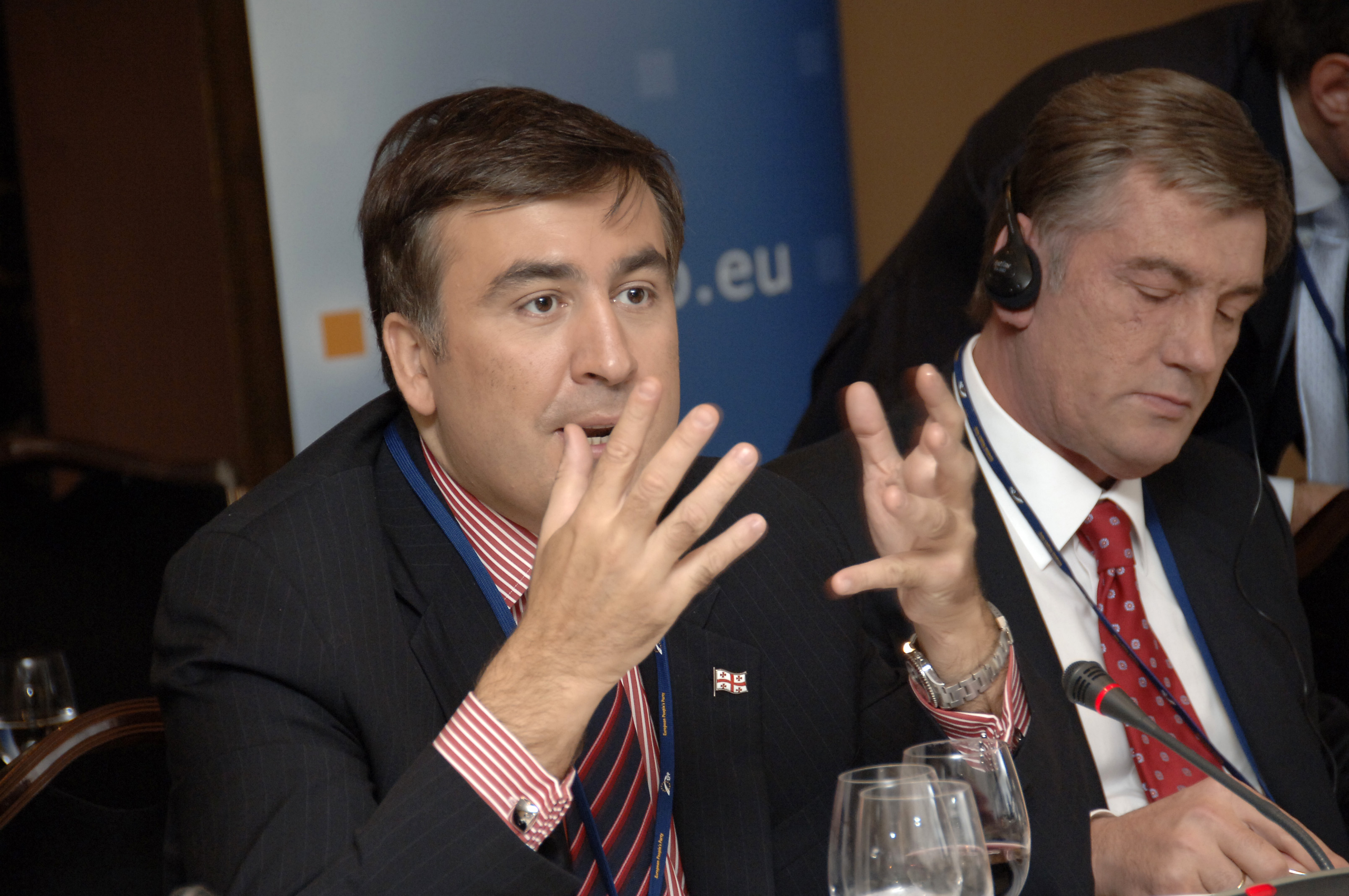
President Saakasjvili zag zich genoodzaakt vervroegd een nieuw mandaat van de kiezers te vragen na uit de hand gelopen demonstraties (foto okt.2007)

Op 2 november demonstreerden duizenden mensen in Tbilisi. De demonstraties hielden de daaropvolgende dagen aan. Het was de grootste anti-regeringsdemonstratie sinds de Rozenrevolutie vier jaar eerder. Op 5 november gingen een aantal oppositiepolitici in hongerstaking nadat president Saakasjvili had geweigerd op de eis van vervroegde parlementsverkiezingen in te gaan. Saakasjvili deed de oppositieleiders af als "donkere krachten" georkestreerd door de "Russische oligarchie".
In een lange toespraak koppelde hij de verkiezingsplanning aan de timing van de Russische verkiezingen in mei 2008 en de geopolitieke volatiele situatie voor Georgië. De aanstaande erkenning van de onafhankelijk van Kosovo in de winter van 2008 speelde daarin een rol. Het Kremlin had eerder al gedreigd de Georgische afscheidingsrepublieken Abchazië en Zuid-Ossetië te erkennen als het westen de onafhankelijkheid van Kosovo zou erkennen. De oppositie was niet onder de indruk en noemde het "volslagen onzin" en een gemiste kans.
In de nacht van 6 op 7 november 2007 continueerde de oppositie haar protest in Tbilisi, onder andere met een tentenkamp voor het parlement in de Roestavelilaan. Dit werd door de politie in de ochtend van 7 november opgebroken, waarna demonstranten probeerden het tentenkamp terug te zetten. Er ontstonden harde confrontaties met de oproerpolitie en ook elders in de stad kwam het tot ongeregeldheden, nadat demonstranten daar verder gingen met protestacties. In de loop van de dag werden verschillende aan de oppositie gelieerde tv-kanalen afgeschakeld en werd de noodtoestand in Tbilisi uitgeroepen. Uiteindelijk raakten meer dan vijfhonderd mensen gewond. De uit de hand gelopen situatie had ontzette en bezorgde internationale reacties tot gevolg, en zorgde ook voor reputatieschade voor Saakasjvili bij zijn westerse bondgenoten. Binnenlands bleef dit zijn reputatie blijvend bezoedelen, en werd dit door zijn opvolgers gebruikt voor vervolging.
Op 8 november 2007 kondigde Saakasjvili aan dat hij vervroegde presidentsverkiezingen zou uitschrijven op 5 januari 2008 en stelde hij voor tegelijkertijd een referendum te houden over de vraag of er ook vervroegde parlementsverkiezingen gehouden zouden moeten worden. Omdat de grondwet voorschrijft dat de president in een dergelijk geval 45 dagen voor de verkiezingen moet aftreden, trad Saakasjvili op 25 november 2007 af en werd in lijn met de grondwet parlementsvoorzitter Nino Boerdzjanadze waarnemend president en staatshoofd. Dit was voor haar de tweede keer dat ze deze rol op deze manier vervulde. De eerste keer was precies vier jaar eerder, tussen november 2003 en januari 2004, als gevolg van het aftreden van Edoeard Sjevardnadze tijdens de Rozenrevolutie. Op 16 november 2007 werd de noodtoestand in Tbilisi opgeheven.

## Kandidaten

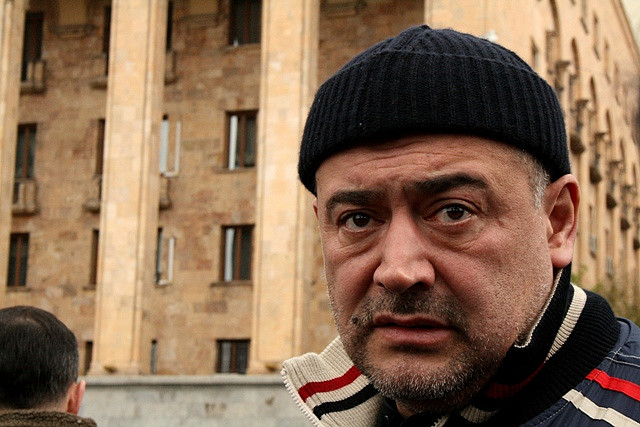
Levan Gatsjetsjiladze was de kandidaat namens de verenigde oppositie (foto 2009).

Daags na de aankondiging van vervroegde presidentsverkiezingen gaven verschillende oppositieleiders hun intentie aan mee te doen, in weerwil van oproepen te komen tot een gezamenlijke kandidaat. Op 10 november kondigde zakenman Badri Patarkatsisjvili aan zich als partijloos kandidaat te stellen. Hij had zijn fortuin in Rusland verdiend en financierde de demonstraties wat tot beschuldigingen van de Georgische regering leidde dat hij uit was op een door Rusland gesteunde destabilisering van het land en mogelijk een staatsgreep. Vlak voor de deadline op 26 november formaliseerde hij zijn kandidaatstelling. De Georgische autoriteiten gingen snel over tot actie tegen bezittingen van Patarkatsisjvili, waaronder het sluiten van tv-kanaal Imedi en radiozenders, en legden ze beslag op een belangrijke bank en zijn investeringsmaatschappijen.
De Georgische Arbeiderspartij brak de gelederen van de verenigde oppositie door op 12 november 2007 met hun eigen kandidaat te komen, partijleider Sjalva Natelasjvili. Nog diezelfde dag kwamen de overgebleven negen partijen van de verenigde oppositie een gezamenlijke kandidaat overeen, parlementslid Levan Gatsjetsjiladze, leider van de demonstraties. Partijleider van de Nieuwe Rechtsen, Davit Gamkrelidze, werd op 24 november namens die partij naar voren geschoven als presidentskandidaat, mede gesteund door Industrie Zal Georgië Redden en de Nationaal-Democratische Partij.

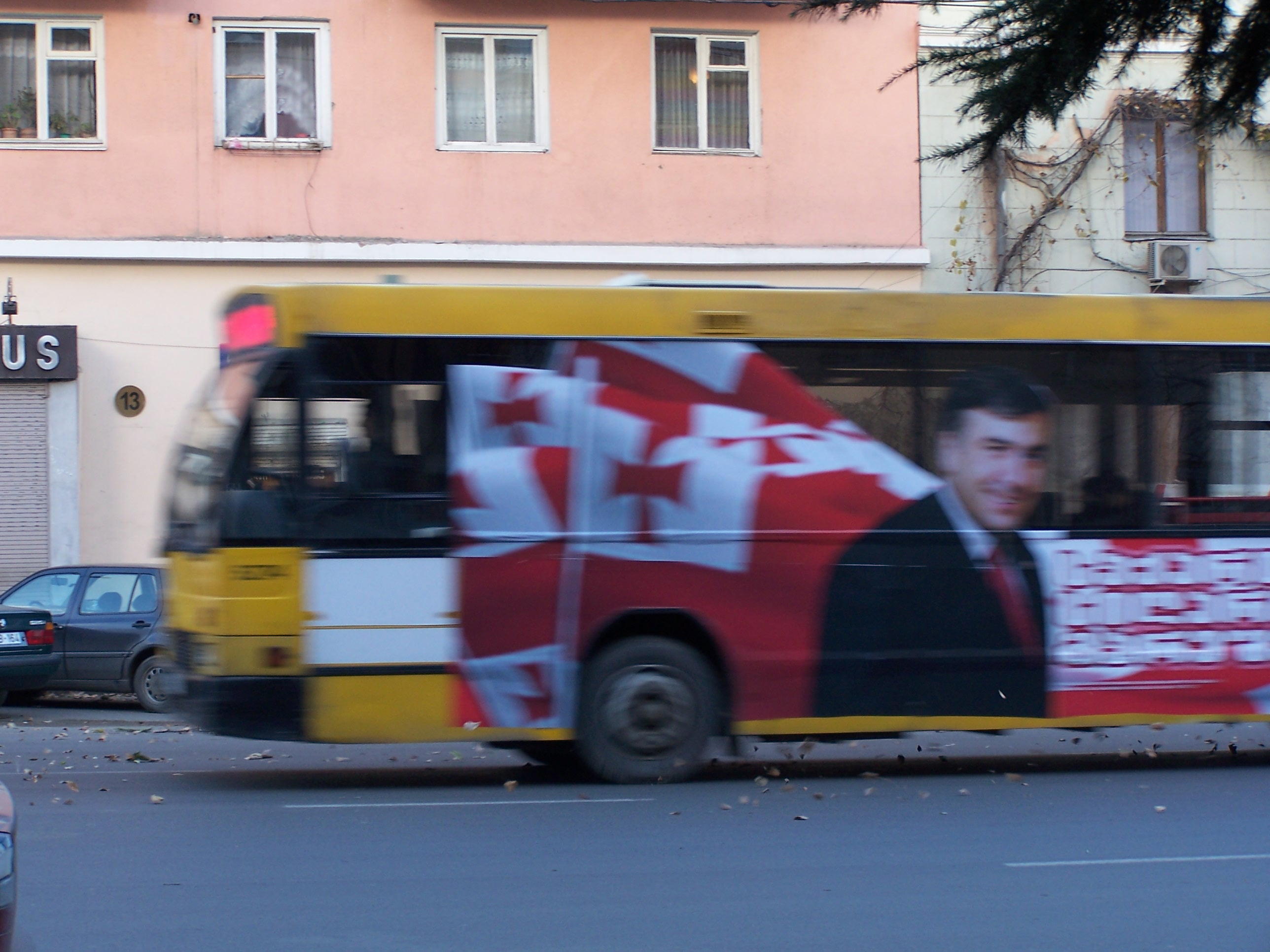
Micheil Saakasjvili stelde zich herkiesbaar.

Regeringspartij Verenigde Nationale Beweging wees op hun partijcongres op 23 november 2007 president Micheil Saakasjvili aan als hun kandidaat, waarna Saakasjvili twee dagen later formeel aftrad, een grondwettelijke verplichting bij vervroegde verkiezingen en kandidaatstelling van de zittende president. Bij de sluiting van de kandidaatstelling hadden in totaal 22 kandidaten zich bij de verkiezingsautoriteiten gemeld. Hiervan bleven er uiteindelijk zeven over. De enige vrouw op het stembiljet was Irina Sarisjvili-Tsjantoeria, een politiek veteraan uit de Nationaal-Democratische Partij, die deelnam namens de Rusland leunende Hoop-partij.

## Resultaten
De verkiezingen werden volgens een tweerondensysteem gehouden waarbij de winnaar minimaal 50%+1 van de stemmen moest behalen. Saakasjvili had echter aan een ronde genoeg en behaalde bijna 53,5% van de stemmen. Dit was wel een forse daling ten opzichte van vier jaar eerder toen hij nog vrijwel unaniem werd gekozen. De belangrijkste oppositiekandidaat Levan Gatsjetsjiladze kwam niet verder dan de helft van het aantal stemmen. De opkomst was met 56,2% ook fors lager dan de bijna 88% in 2004.
|                            | Micheil Saakasjvili          | Verenigde Nationale Beweging | 1.060.042 | 53,47  |
|                            | Levan Gatsjetsjiladze        | Nationale Raad               | 509.234   | 25,69  |
|                            | Badri Patarkatsisjvili       | Partijloos                   | 140.826   | 7,10   |
|                            | Sjalva Natelasjvili          | Georgische Arbeiderspartij   | 128.589   | 6,49   |
|                            | Davit Gamkrelidze            | Nieuwe Rechtsen              | 79.747    | 4,02   |
|                            | Giorgi Maisasjvili           | Partij van de Toekomst       | 15.249    | 0,77   |
|                            | Irina Sarisjvili-Tsjantoeria | Hoop Partij                  | 3.242     | 0,16   |
| Totaal                     | Totaal                       | Totaal                       | 1.936.929 |        |
|                            |                              |                              |           |        |
| Ongeldige stemmen          | Ongeldige stemmen            | Ongeldige stemmen            | 33.129    |        |
| Totale stemmen             | Totale stemmen               | Totale stemmen               | 1.982.318 | [ 29 ] |
| Kiesgerechtigden / opkomst | Kiesgerechtigden / opkomst   | Kiesgerechtigden / opkomst   | 3.527.964 | 56,19  |
| Bronnen: CESKO,            |                              |                              |           |        |

## Verkiezingswaarneming
De OVSE werd door de Georgische regering uitgenodigd om de verkiezingen waar te nemen. De missie bestond uit 41 lange-termijnwaarnemers en 320 waarnemers voor de verkiezingsdag. Deze laatste waren onderdeel van de gezamenlijke internationale waarneming waar ook 175 waarnemers in deelnamen namens de Parlementaire Assemblees van de Raad van Europa, de NAVO en het Europees Parlement. De missie was aanwezig bij de opening van 175 stembureaus en bezocht 1770 van de 3511 stembureaus, ruim de helft. Het was aanwezig bij het tellen in 180 stembureaus.
De OVSE presenteerde een dag na de verkiezingen samen met de delegaties van de Raad van Europa en NAVO de voorlopige conclusies. Het Amerikaanse congreslid Alcee Hastings, die de OVSE kortetermijnmissie leidde, zei dat de verkiezingen een getrouwe weergave waren van de vrije keuze van het volk, maar dat er nog grote uitdagingen lagen. Dieter Boden, leider van de langetermijnmissie, merkte op dat het tellen lang duurde, en benadrukte dat er gevallen van intimidatie waren gerapporteerd. De verkiezingen waren in brede zin goed georganiseerd naar de bevindingen van de OVSE, maar het documenteerde ook een reeks aan aanbevelingen die het hele spectrum van de verkiezingen bestreek, van verkiezingsorganisatie tot media en campagne.
In een aantal kiesdistricten verliep de organisatie op stembureaus chaotisch en werden er procedurele en organisatorische tekortkomingen geconstateerd. Ook werd een beperkt aantal ernstige overtredingen waargenomen, waaronder het volstoppen van stembussen. Daarnaast hadden veel stembureau verkiezingscommissies problemen met het voltooien van de resultaatprotocollen die vaak niet ter openbare controle werden gepubliceerd en werden er gevallen gemeld van geknoei met kiezerslijsten, uitslagen en protocollen. Ook werden een aantal gevallen van opvallend hoge opkomstcijfers opgemerkt, soms gecombineerd met een snel oplopen daarvan in de laatste uren van de stemming.

## Reacties
De westerse bondgenoten van Georgië waren tevreden met de verkiezingen en stelden dat dit de eerste echt competitieve presidentsverkiezing van Georgië was. Wel spraken ze uit dat de geconstateerde misstanden adequaat moeten worden verholpen en dit bij de aanstaande parlementsverkiezingen in het voorjaar van 2008 tot zichtbare verbetering moet leiden.
- Europese Unie - EU-buitenlandchef Javier Solana verwelkomde het vreedzame verloop van de verkiezingen in Georgië en zei twee dagen na de verkiezingen dat de prioriteit nu was om het tellen van de stemmen zo snel mogelijk af te ronden en alle beschuldigingen van onregelmatigheden naar behoren te onderzoeken. Hij feliciteerde de Georgische bevolking met het vreedzame verloop van de echt competitieve presidentsverkiezingen. Hij riep alle politieke krachten in het land op een dialoog te houden "om de uitdagingen die voor ons liggen het hoofd te bieden, ook die welke door internationale waarnemers zijn geïdentificeerd, vóór de parlementsverkiezingen in het voorjaar". Hij zei tevens dat de EU klaar staat om Georgië te helpen in aanloop naar deze verkiezingen.[34]
- NAVO - Terwijl de definitieve telling nog niet bekend was, verwelkomde de NAVO de verkiezingen als een "belangrijke stap in de democratische ontwikkeling van Georgië” en was het blij met de eerste evaluaties over het verloop van de verkiezingen, "waaruit bleek dat dit een realistische uitdrukking was van de vrije keuze van het Georgische volk". De NAVO benadrukte dat de door internationale waarnemers geconstateerde onregelmatigheden moeten worden aangepakt vóór de parlementsverkiezingen die in het voorjaar verwacht werden.[35]
- Verenigde Staten Verenigde Staten - Het Amerikaanse ministerie van Buitenlandse Zaken schaarde zich achter de conclusies van de OVSE waarnemingsmissie en de Europese Unie "dat dit de eerste echt competitieve presidentsverkiezingen in Georgië waren", en prees het de opkomst ondanks het slechte weer. Het had niettemin kanttekeningen over de waargenomen over de kwaliteit van de verkiezingen die volgens de Amerikanen verholpen dienen te worden bij de aanstaande parlementsverkiezingen.[36]
- Rusland - In eerste instantie veroordeelde het Russische ministerie van Buitenlandse zaken de verkiezingen als "niet vrij noch eerlijk". Het oordeelde ook negatief op de voorlopige conclusies van de OVSE waarnemingsmissie.[37] Later draaide Moskou bij, en was de Russische minister van Buitenlandse Zaken Sergej Lavrov op uitnodiging aanwezig bij de inauguratie van Micheil Saakasjvili. De twee spraken elkaar waarbij Lavrov in een openbare verklaring de felicitaties mede namens de Russische president Vladimir Poetin overbracht. Hij zei het belangrijk te vinden om de ceremonie op regeringsniveau bij te wonen. "Het Georgische volk is door de geschiedenis met ons verbonden - een geschiedenis van vriendschap. En het maakt ons echt uit hoe onze relaties zich ontwikkelen. We hebben gemerkt dat Rusland in uw pre-verkiezingstoespraken en in de toespraken van uw tegenstanders alleen werd genoemd in termen van de noodzaak om de betrekkingen te normaliseren” zei Lavrov.[38] Een paar dagen eerder had Lavrov aangegeven dat de terugtrekking van Russische troepen uit militaire bases in Georgië naar de Russische beleving inhield dat andere landen geen militaire bases op Georgisch grondgebied zouden vestigen, in een verwijzing naar de NAVO ambities van Georgië.[39]